# Barbro Tidholm
Barbro Frideborg Maria Tidholm, ogift Jansson, född 24 december 1941 i Malma församling i Västmanlands län, död 16 augusti 2010 i Arbogabygdens församling i Västmanlands län, var en svensk översättare.
Barbro Tidholm gjorde ett stort antal översättningar mellan 1971 och 2010. Hon översatte framförallt verk av amerikanska författaren Danielle Steel, men också av författare som Rosalind Miles, Caroline Courtney, Sarah Harrison, Belva Plain och Francine Pascal. Hon arbetade för B. Wahlströms bokförlag.
Hon var 1964–1967 gift med författaren Thomas Tidholm (född 1943), med vilken hon fick dottern Tove (född 1964). Sedan var hon 1978–1979 gift med Kullervo Santavuori (född 1946).